# S.T.A.L.K.E.R. 2: Heart of Chornobyl
S.T.A.L.K.E.R. 2: Heart of Chornobyl ist ein von dem ukrainischen Studio GSC Game World entwickeltes Computerspiel sowie der vierte Ableger der S.T.A.L.K.E.R.-Reihe. Der Genre-Mix aus Ego-Shooter und Survival Horror wurde am 20. November 2024 für Microsoft Windows und Xbox Series veröffentlicht. Für Ende 2025 ist ein Release für die PlayStation 5 angekündigt.
Heart of Chornobyl ist ein Open-World-Spiel mit postapokalyptischem Setting. Die Synchronisation bzw. Audio-Sprachausgabe des Einzelspielermodus ist wahlweise Englisch oder Ukrainisch, Untertitel sind auch in anderen Sprachen einstellbar.
Ein Mehrspielermodus war für kurz nach Veröffentlichung angekündigt, wurde allerdings verschoben. Das Spiel wurde bei seiner Markteinführung als unfertig kritisiert. In den darauffolgenden Monaten wurden Patches veröffentlicht.

## Spielprinzip
Stalker 2 ist ein Ego-Shooter, der als Open-World-Spiel angelegt ist. Die Spielzeit beträgt für die Hauptstory 25 bis 40 Stunden. Mit Nebenmissionen kann die Spielzeit bis zu 100 Stunden betragen.

## Entwicklung
S.T.A.L.K.E.R. 2 wurde 2010 mit einer geplanten Veröffentlichung im Jahr 2012 angekündigt. Das Spiel sollte auf einer hauseigenen Multiplattform-Engine aufbauen. Während der Entwicklung schrumpfte die Mitarbeiterzahl des Herstellers durch finanzielle Schwierigkeiten um 75 %. Im Dezember 2011 stellte GSC Game World den Betrieb ein.
Im Dezember 2014 gab GSC Game World die Wiederaufstellung bekannt. Vier Jahre später erklärte der Spieleentwickler, wieder an S.T.A.L.K.E.R. 2 zu arbeiten. Während noch zu Beginn der Entwicklung Unreal Engine 4 zum Einsatz kam, wurde zwischenzeitlich zur Unreal Engine 5 gewechselt.
Die Entwickler hatten die Möglichkeit, in der Sperrzone von Tschernobyl zahlreiche Objekte mittels Photogrammetrie zu scannen. Im Jahr 2020 erschienen erste Spieleindrücke zu S.T.A.L.K.E.R. 2. Im Juni 2021 wurde ein fünf Minuten andauernder Trailer veröffentlicht.
Aufgrund des russischen Überfalls auf die Ukraine im Februar 2022 wurde die Entwicklung zwischenzeitlich pausiert, da die Entwickler immer wieder ohne Strom oder Internet blieben und während der russischen Bombardements und Raketenangriffe in Schutzräume fliehen mussten. Deshalb siedelte GSC bis Mai 2022 von Kiew nach Prag um und nahm dort die Arbeit wieder auf.
GSC passte im Zuge der Entwicklung den Namen des Spiels von der russischen Schreibweise des Handlungsortes Tschornobyl (Chernobyl) an die ukrainische (Chornobyl) an. Ende Dezember 2022 wurde ein zweiter Gameplay-Trailer veröffentlicht.
Im März 2023 teilte GSC mit, dass das Unternehmen seit mehr als einem Jahr Cyberangriffen ausgesetzt sei und dass es damit rechne, dass es in Zukunft zu Leaks kommen könnte. Im Juni 2023 gab GSC bekannt, dass Hacker einen internen Test-Build veröffentlicht haben.
Anlässlich der Gamescom wurde im August 2023 ein dritter Gameplay-Trailer veröffentlicht. Anfang Dezember 2023 wurde der vierte Trailer veröffentlicht.
Im Januar 2024 gab GSC Game World in einem Statement bekannt, die Veröffentlichung des Spiels auf den 5. September 2024 verschoben zu haben.
Im April 2024 wurde ein fünfter Trailer publiziert. Im Juni 2024 folgte ein sechster Trailer. Im Juli 2024 wurde in dem siebten Trailer eine Verschiebung der Veröffentlichung bekanntgegeben. S.T.A.L.K.E.R. 2 soll demnach am 20. November erscheinen. Ein weiterer Trailer folgte im August 2024.
Im Oktober 2024 veröffentlichte GSC Game World ein 87-minütiges Making-Of von S.T.A.L.K.E.R. 2. Ein neunter Trailer wurde im November 2024 veröffentlicht.
Im Februar 2025 veröffentlichte das Entwicklungsstudio Patch 1.2. Damit einher gehen Berichten zufolge 1.700 Verbesserungen bzw. Fehlerbehebungen.
Im März 2025 veröffentlichte das Entwicklungsstudio Patch 1.3, welcher 1.200 Änderungen enthielt.

## Versionen
S.T.A.L.K.E.R. 2 erschien digital als Download via Microsoft Store, Steam, GOG.com oder Epic Games Store. In Form des Downloads sind eine reguläre Version sowie eine Deluxe Edition und eine Ultimate Edition erhältlich. Als physische Ausgabe gibt es zum Verkaufsstart neben der Day One Edition eine Limited Edition, Collector’s Edition und eine Ultimate Edition. Die Variante für PC enthält keinen Datenträger, sondern einen Download-Code. Die Einzelhandelsvariante im Karton wird von Koch Media vertrieben.
Die Deluxe Edition soll über das Hauptspiel hinaus unter anderem zusätzliche Nebenmissionen beinhalten. Die Ultimate Edition soll die Inhalte der Deluxe-Version sowie weitere DLCs, einschließlich zweier später erscheinender Story-Erweiterungen, umfassen. Während die Limited Edition keine zusätzlichen Nebenmissionen oder DLCs enthält, verfügt die Collector’s Edition über dieselben zusätzlichen Nebenmissionen wie die Deluxe Edition und Merchandise bzw. Fanartikel.
Das Grundspiel benötigt 160 GB SSD-Festplattenspeicher. Die Veröffentlichung des Spiels auf der Xbox Series ist auch per Xbox Game Pass geplant.

## Rezeption
GameStar wertete aufgrund technischer Mängel stark ab. Gelobt wurde hingegen die einzigartige Atmosphäre. 4Players spricht von frustrierenden Fehlern und starken Problemen bei der Performance. Auch PC Games merkte an, dass das Spiel nicht fertig sei. Trotz der Programmfehler übertreffe es für Alexander Bohn-Elias von Eurogamer jedoch dessen Erwartungen. Insbesondere die Spielwelt sei gut gelungen. Gamereactor Deutschland hob Grafik, Gesichtsmodelle und Feuergefechte positiv hervor. Problematisch seien die Intelligenz der Computergegner, der schwache Protagonist und die teils mittelmäßige Sprachausgabe. IGN Deutschland hob die starke Handlungsfreiheit hervor. Für Jörg Langer von GamersGlobal sei es ein Spiel mit Ecken und Kanten. Aufgrund einiger Designentscheidungen sei es weniger tauglich für den Massenmarkt. Gameswelt bezeichnete es als angenehm anders und eine gelungene Fortsetzung des ersten Teils.
Der Spiegel merkte an, dass das Spiel den Ukrainekrieg zwar nicht thematisiere, aber das Spiel davon dennoch gezeichnet sei.